# Enrico Alfano
Enrico Alfano, detto Erricone (Napoli, 1870 – Napoli, 10 gennaio 1940), è stato un mafioso italiano.
Fu il vertice o capintesta della camorra napoletana tra la fine del XIX e l'inizio del XX secolo. Il suo nome fu legato al celebre processo Cuocolo, il primo grande procedimento giudiziario contro gli ambienti camorristici di Napoli.

## Biografia

### Gli inizi
Figlio di un calzolaio, esercitava come copertura la professione di commerciante di cavalli. Non è noto quando si affiliò alla camorra, ma riuscì a scalare i vertici degli ambienti criminali per aver ferito in una zumpata (duello al coltello) in via dei Vergini Antonio Palladino, detto Totonno o' Pappagallo, l'allora capintesta della Bella Società Riformata. A consolidare la fama di Alfano, ormai nuovo capintesta, vi fu anche un secondo duello, questa volta contro i boss dell'Arenaccia, i fratelli Francesco e Gaetano Del Gaudio, che ambivano a sottrargli il titolo.
Negli anni a seguire Alfano, deciso a conservare il potere, ma anche a tutelarsi dalle minacce di eventuali rivali, fece nominare capintesta onorario Luigi Fucci O' gassusaro, mentre per se riservò quella di capintrito della Vicaria. Anche nelle cariche minori si riscontrarono sostanziali variazioni: proprio Alfano ebbe l'idea di affiancare a ciascun capintrito rionale un camorrista scelto. I dodici camorristi scelti dipendevano da «Erricone», i dodici capintriti dal Gassusaro.

### Il regno di "Erricone"
Nel corso degli anni Alfano, affiancato da figure del sottobosco criminale come il maestro Giovanni Rapi e dal suo padrino di cresima, il sacerdote Don Ciro Vittozzi, cappellano del cimitero di Poggioreale, iniziò a frequentare i salotti buoni di Napoli, stringendo legami con politici, aristocratici, imprenditori e personaggi dello spettacolo, ai quali garantiva protezione sia dalla malavita comune che dall'iniziativa delle autorità. Nel 1902, la famosa cantante e ballerina francese di vaudeville e vedette delle Folies Bergère, Eugénie Fougère, che si esibiva al Salone Margherita a Napoli come café-chantant, contattò Alfano per riavere i gioielli rubati. Nel giro di pochi giorni, Alfano rintracciò i ladri e restituì i gioielli. Il caso balzò agli onori della cronaca e Alfano fu arrestato per complicità con i ladri, ma fu assolto.
Mentre agli affari tradizionali della camorra, come le piccole estorisioni agli ambulanti, soprassedeva Fucci, Erricone si focalizzò su attività più lucrative. Temuto e rispettato, Alfano arrivò ad essere regolarmente stipendiato dall'azienda di illuminazione di Napoli per evitare che gli venissero rubati i fili. Grazie poi alle sue conoscenze nella buona società napoletana, si affermò come strozzino (al tasso del trenta per cento alla settimana e del cinquanta per cento al mese) di tutti quegli aristocratici e borghesi che erano soliti frequentare le bische della città. Un ulteriore salto di qualità da parte di Erricone fu la compravendita di voti e le commistioni con la politica locale. In occasione delle elezioni del 1904, Alfano fu mobilitato per far vincere nel collegio di Napoli-Vicaria il candidato liberale conte Vincenzo Ravaschieri Fieschi, notoriamente vicino alla camorra e per questo soprannominato dai socialisti "Il conte della Malavita". Secondo Gaetano Salvemini il presidente del Consiglio Giovanni Giolitti in persona avrebbe dato il via libera alla candidatura del conte. Così, nelle settimane successive, sino al giorno stesso delle elezioni, i dirigenti socialisti e i sostenitori di Ciccotti furono intimiditi, aggrediti, picchiati e feriti non solo dai camorristi, ma anche dai militari e dalle autorità civili che invece avrebbero dovuto garantire l'ordine pubblico.
Nonostante le umili origini e una vistosa cicatrice sulla guancia destra che indicava chiaramente i suoi trascorsi criminali, Alfano iniziò a condurre uno stile di vita sfarzoso, vestendo abiti di lusso fatti fare su misura a Londra e Parigi e trascorrendo le vacanze a Nizza, Monte Carlo e Aix-les-Bains assieme ad alcuni esponenti dell'alta società napoletana. Questi atteggiamenti sfacciati, non solo da parte di Erricone, ma anche dei suoi uomini, iniziarono ad essere sempre più indigesti alla più altolocata aristocrazia partenopea che, suo malgrado, negli ultimi tempi si era trovata costretta a doversi rapportare sempre più spesso con il boss ed i suoi camorristi. Questa cerchia nobiliare, di antico retaggio borbonico, aveva preso a frequentare la reggia di Capodimonte, dimora del cugino del Re, il duca d'Aosta.

## Il delitto Cuocolo
La mattina del 6 giugno 1906, nella spiaggia di Cupa Calastro, presso Torre del Greco, fu ritrovato il cadavere martoriato di Gennaro Cuocolo, un camorrista noto come basista di furti in appartamento. Era stato ucciso con una quarantina di coltellate, oltre che da alcuni colpi di bastone in testa. Poche ore dopo fu rinvenuto in una stanza al 95 di via Nardones a Napoli il corpo di Maria Cutinelli. Era stata uccisa anche lei a pugnalate. Il caso dell'omicidio si sarebbe trasformato in uno dei più complicati casi giudiziari del primo Novecento in Italia. Delle indagini fu incaricata la polizia che il 10 giugno trasse in arresto Alfano, suo fratello Ciro, Giovanni Rapi e altri due camorristi, Gennaro Jacovitti e Gennaro Ibello. La sera stessa del delitto "Erricone" e i suoi uomini sarebbero stati visti in un ristorante a Torre del Greco, a breve distanza da dove sarebbe stato poi rinvenuto il cadavere di Cuocolo. Le indagini appurarono che ad un certo punto della serata i quattro furono poi raggiunti al ristorante proprio da Cuocolo. Tuttavia, l'inchiesta non produsse prove e gli indagati furono scarcerati il 7 agosto successivo.
Nonostante lo stop imposto dall'autorità giudiziaria, l'indagine venne continuata dai Carabinieri Reali, con un intervento che, secondo alcuni storici, fu voluto dalla stessa Casa Savoia, che era stata sollecitata dal Duca d'Aosta che, veniva fatto partecipe della crescente preoccupazione per l'espandersi della criminalità a Napoli. Le nuove indagini furono delegate al capitano Carlo Fabroni, il quale scelse come suo aiutante in campo il comandante della stazione di Capodichino maresciallo Erminio Capezzuto. Fabroni accusò la Questura di Napoli di inefficienza e corruzione. L'indagine ebbe un nuovo impulso quando Gennaro Abbatemaggio, un giovane camorrista ed ex informatore dei Carabinieri che stava scontando una condanna nel carcere di Santa Maria Capua Vetere, testimoniò che la decisione di uccidere Cuocolo, sospettato di essere una spia della polizia, era stata presa in una riunione in un ristorante di Bagnoli, presieduta da Alfano, alla quale avevano preso parte altri imputati. In questa sorta di tribunale camorristico, noto nel gergo malavitoso come Gran Mamma, sarebbe stata decretata l'eliminazione di Cuocolo e della moglie. 
Grazie a questi nuovi sviluppi, Fabroni e i Carabinieri, assursero come paladini della lotta contro la camorra, mentre l'operato della Questura, indirettamente accusata di fornire al tribunale rapporti che avevano scagionato Alfano e i suoi uomini, cadde nel più completo discredito.
Ben presto le indagini videro un colpo di scena: il delegato di Pubblica Sicurezza Nicola Ippolito, raccolse la testimonianza di un informatore, Giacomo Ascrittore, che sostanzialmente ribadì la versione, arricchendola di ulteriori dettagli, di Don Vittozzi. Ascrittore ribadì che, qualche giorno dopo il duplice delitto, si era presentato a casa sua, il pregiudicato Tommaso De Angelis il quale aveva lasciato capire di essere stato lui, insieme con un altro ex carcerato, certo Gaetano Amodeo, a uccidere i Cuocolo. Ascrittore indicò inoltre il movente del duplice omicidio. Cuocolo infatti, in occasione di alcuni furti consumati assieme a De Angelis ed Amodeo, si era appropriato dell'intero bottino e quindi i suoi due complici, rimasti a bocca asciutta, si erano vendicati. Il delegato Ippolito decise di approfondire compiendo ulteriori indagini che confermarono ampiamente la tesi del suo informatore. Fu rinvenuto persino un indizio rilevante in casa di Amodeo. La versione di Ascrittore, ritenuta valida dalla Pubblica Sicurezza, scagionava Alfano e la camorra da ogni responsabilità nell'affare Cuocolo, dal momento che i due indiziati, pur essendo pregiudicati, non erano affiliati.
Il capitano Fabbroni però sconfessò pubblicamente le tesi della Questura, volte, a suo dire, a salvare i veri colpevoli, e dichiarando Ascrittore non attendibile in quanto manipolato da Don Vittozzi, braccio destro di Alfano. S'innescò così uno scontro senza precedenti tra i Carabinieri e la Pubblica Sicurezza. L'opinione pubblica, pilotata dalla stampa e convinta a priori del convolgimento di Alfano e della camorra, si schierò dalla parte di Fabroni. Inoltre il tribunale aprì un processo per calunnia contro Ascrittore e Vittozzi. Fabroni ebbe così semaforo verde procedere contro Alfano e la camorra, mentre la Pubblica Sicurezza uscì notevolmente ridimensionata: il questore Ballanti presentò le dimissioni, mentre il delegato Ippolito fu trasferito a Treviso.

### "Erricone" a New York
Nel frattempo, subito dopo la sua liberazione, Alfano lasciò Napoli in attesa che si calmassero le acque. Fu localizzato dai Carabinieri a San Leucio, vicino a Caserta, ma riuscì a far perdere le sue tracce. Fuggì a Roma e poi rientrò a Napoli. Qui s'imbarcò per Marsiglia, da dove salpò per gli Stati Uniti a bordo del piroscafo Tureine. Sbarcò il 17 marzo 1907 a New York travestito da fuochista della nave. Nella metropoli americana, ospite della camorra newyorkese, Alfano iniziò a gestire una bisca nel seminterrato del 108 di Mulberry Street, nel cuore di Little Italy.
Le autorità di polizia newyorkesi però vennero però presto a conoscenza della presenza del boss napoletano in città, probabilmente avvisati dagli stessi camorristi newyorkesi. Il 17 aprile 1907, il sergente del New York City Police Department Joe Petrosino e i suoi agenti fecero irruzione nell'appartamento al 108 di Mulberry Street dove Alfano viveva e lo arrestarono. L'arresto fece scalpore a Napoli, dove nel frattempo dalle colonne del quotidiano Il Mattino, seguito a ruota da parte della stampa italiana, era iniziata una accesa campagna anti-camorra a favore dei Carabinieri. Ben presto l'operato della Questura di Napoli, accusata di favoreggiamento e connivenze con Alfano e la camorra finì nell'occhio del ciclone ed arrivò ad essere oggetto di dibattito in parlamento. Nel giro di tre giorni fu espulso e imbarcato per Le Havre, in Francia, sul piroscafo Savoia, dove fu prelevato dalla polizia italiana e trasferito a Napoli, dove giunse alle prime ore del 5 luglio.

### Il processo Cuocolo

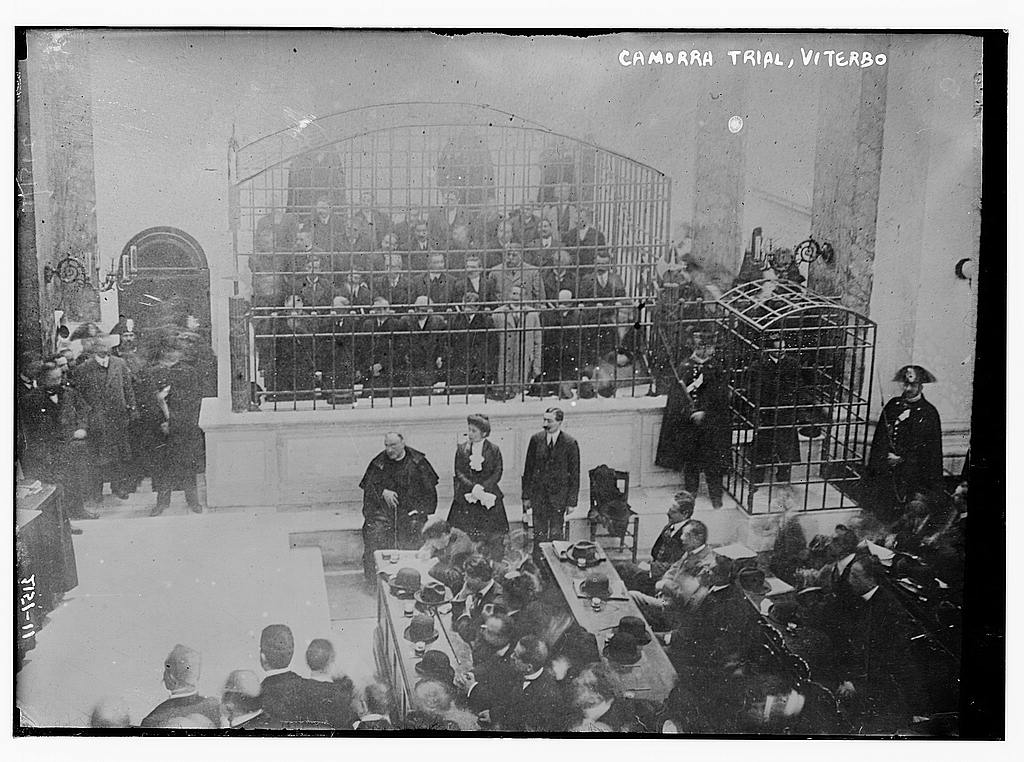
Il processo Cuocolo a Viterbo. La maggior parte degli imputati si trova nella gabbia grande. I tre davanti sono (da sinistra a destra) il sacerdote Ciro Vittozzi, Maria Stendardo, l'unica imputata donna, ed Enrico Alfano. Nella gabbia piccola a destra c'è il testimone della corona Gennaro Abbatemaggio.

Il 27 marzo 1909, il sostituto procuratore del Re rinviò a giudizio 47 persone presso la Corte d'Assise di Napoli. Tuttavia, a causa dei numerosi tentativi di corruzione delle autorità e di altri ostacoli, il processo fu trasferito alla Corte d'Assise di Viterbo.
Il processo Cuocolo divenne un vero e proprio caso mediatico e l'attenzione dei giornali e del grande pubblico sia in Italia che in altri paesi, in particolare negli Stati Uniti. Il processo si trasformò da un processo per omicidio a uno contro la camorra. Le udienze iniziarono nella primavera del 1911 e si protrassero per dodici mesi. Fabbroni intendeva usare il processo per dare il colpo di grazia alla camorra. Al processo assistette anche l'ex sindaco di New York, George Brinton McClellan, nella cui amministrazione Petrosino fu ucciso.
Dopo un processo durato 17 mesi, il procedimento, spesso tumultuoso, si concluse con un verdetto di colpevolezza l'8 luglio 1912. Gli imputati, tra cui 27 importanti espdella camorra, furono condannati a un totale di 354 anni di reclusione. Alfano fu condannato a 30 anni più 10 di sorveglianza speciale. Un volta concluso il processo Alfano fu immediatamente imbarcato per la Sardegna e rinchiuso nel carcere di Sassari.

### Gli ultimi anni
Nel 1927, quindici anni dopo, il testimone governativo Gennaro Abbatemaggio ritirò le sue accuse. Tuttavia, nonostante i seri dubbi di diversi magistrati sulla legittimità del processo, il caso non fu mai riaperto. Abbatemaggio aveva inventato tutto su un crimine di cui non sapeva nulla. Il capitano Fabbroni aveva speso 350.000 lire per pagare i testimoni, secondo Abbatemaggio, ed egli descrisse il caso come “una montatura contro i capi della camorra napoletana da lui organizzata in accordo con i collaboratori del capitano Fabbroni”.
Nel 1930 una richiesta di grazia fu avanzata dal quotidiano napoletano Il Mattino, che all'epoca del processo Cuocolo aveva fortemente sostenuto l'operato dei Carabinieri. La sorella di Alfano, Rosina, cercò di convincere il presunto vero assassino Gaetano Amodeo - che in privato aveva ammesso di essere stato l'omicida ed era stato identificato come tale dalla prima inchiesta della polizia di Napoli - a confessare pubblicamente l'omicidio, cosa che egli rifiutò di fare.
Rinchiuso nel carcere di Volterra, Alfano fu liberato con la condizionale per buona condotta il 16 ottobre 1934, dopo aver scontato 27 anni di pena. L'ex capo della camorra sparì nell'oblio. Alfano morì a Napoli il 10 gennaio 1940.